# جامعة أوساكا للفنون

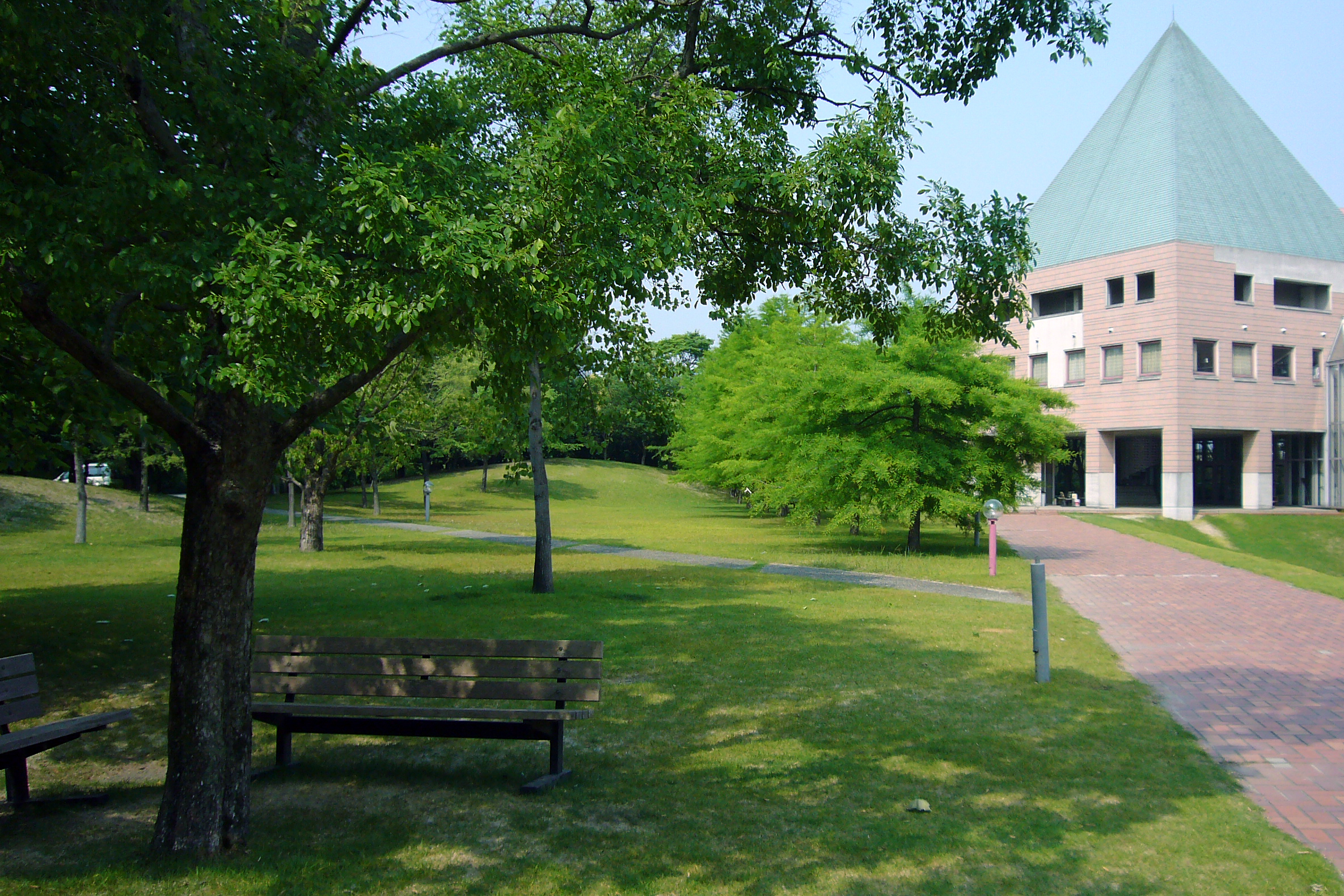
ساحة الجامعة

جامعة أوساكا للفنون (باليابانية: 大阪芸術大学) (بالإنجليزية: Osaka University of Arts)‏، هي جامعة تعليمية تهتم بالفنون، مقرها في مقاطعة ميناميكاواشي بمحافظة أوساكا، أسست الجامعة سنة 1945م. 

## مصدر
1. ↑  "Actor Toshiyuki Hosokawa dies at 70". Kyodo News. Mainichi Shimbun. 4 يناير 2011. مؤرشف من الأصل في 2011-01-16. اطلع عليه بتاريخ 2011-02-03.

## وصلة خارجية
- Osaka University of Arts